# Le Fossé
Le Fossé è un ex comune francese di 467 abitanti situato nel dipartimento della Senna Marittima nella regione della Normandia. Il 1º gennaio 2016 è stato fuso con il comune di Forges-les-Eaux divenendone un comune delegato.

## Società

### Evoluzione demografica
Abitanti censiti